# 山本保博
山本 保博（やまもと やすひろ、1942年 - ）は、日本の医学者、医師。専門は救急医学、外傷外科学、消化器外科学、感染制御学。医学博士。
東京曳舟病院顧問、日本医科大学名誉教授。元日本体育大学保健医療学部救急医療学科教授、元日本医科大学付属病院高度救命救急センター長、元日本医科大学千葉北総病院院長。

## 人物
大塚敏文の後任として日本医科大学救急医学教室の主任教授を11年間に渡り務めた。後任の主任教授は、横田裕行。
助教授時代に、救急救命士制度の発足に向けて全国に先立って救急隊員の教育に関わった。

## 略歴
- 1968年：日本医科大学医学部医学科卒業[2]
- 1973年：日本医科大学付属病院第一外科入局[2]
- 1974年：日本医科大学大学院医学研究科修了[2]
- 1975年：日本医科大学付属病院救急医療センターに出向[1]
- 1977年：日本医科大学救急医学教室講師、日本医科大学付属病院救急医学科[2]
- 1983年：日本医科大学救急医学教室助教授、日本医科大学付属病院病院救急医学科[2]
- 1989年：日本医科大学救急医学教室助教授、日本医科大学多摩永山病院救命救急センター長[2]
- 1991年：日本医科大学救急医学教室教授、日本医科大学多摩永山病院救命救急センター長[2]
- 1992年：日本医科大学救急医学教室教授、日本医科大学千葉北総病院院長[2]
- 1997年：日本医科大学救急医学教室主任教授、日本医科大学付属病院高度救命救急センター長[2]
- 2008年：日本体育大学保健医療学部救急医療学科教授、東京臨海病院院長[2]
- 2014年：日本体育大学保健医療学部救急医療学科教授、東和病院院長[2]、東京臨海病院顧問[2]
- 2016年：日本体育大学保健医療学部救急医療学科教授、白鬚橋病院院長[3]
- 2017年：日本体育大学保健医療学部救急医療学科教授、東京曳舟病院院長[2]
- 2025年：東京曳舟病院顧問